# Pobrežniki
Pobréžniki (znanstveno ime Charadriiformes) so raznolik red drobnih do srednje velikih ptic. Vključuje okrog 350 vrst, ki živijo po vsem svetu. Večina pobrežnikov živi blizu vode in se prehranjuje z nevretenčarji ali drugimi drobnimi živalmi. Nekaj vrst pa je tudi pelagičnih, nekaj jih živi v puščavah in nekaj v gostih gozdovih. V Evropi živi le deset družin.

## Taksonomija
Nekoč so red pobrežnikov (Charadriiformes) delili v tri podredove:
- pobrežniki (ali "Charadrii"): značilne obrežne ptice, ki večinoma iščejo hrano z brskanjem v blatu ali pobiranjem hrane s površine, tako v obalnih kot sladkovodnih okoljih.
- galeb in njihovi sorodniki (ali "Lari", Larinae): običajno večje vrste, ki večinoma lovijo ribe v morju. Nekateri galebi in čigre plenijo tudi na obalah ali ropajo manjše vrste, nekatere pa so se prilagodile tudi na celinske habitate.
- njorke (ali "Alcae"): obalne vrste, ki gnezdijo na morskih pečinah in se poganjajo pod vodo, da ulovijo ribe.

Po  Sibley-Ahlquistovi taksonomiji so vse vrste iz reda Charadriiformes združene z drugimi morskimi pticami in ujedami v zelo razširjeni red štorklje (Ciconiiformes). Vendar pa tehnika hibridizacije DNK-DNK, ki sta jo uporabila Sibley in Ahlquist, ni bila dovolj natančna za zanesljivo razrešitev sorodstvenih odnosov v tej skupini. Dejansko se zdi, da Charadriiformes predstavljajo eno samo veliko in izrazito linijo sodobnih ptic.
Njorke, ki jih pogosto obravnavajo kot ločeno skupino zaradi njihove posebne telesne zgradbe, so verjetno bolj sorodne galebom, njihova »posebnost« pa je najverjetneje posledica prilagoditev na potapljanje.

### Družine
Red pobrežnikov vseboje 3 podrodove, 19 družin in 391 vrst.
- Podred Charadrii
  - Družina Burhinidae – prlivke (10 vrst)
  - Družina Pluvianellidae –
  - Družina Chionidae –  (2 vrsti)
  - Družina Pluvianidae –
  - Družina Charadriidae – deževniki (69 vrst)
  - Družina Recurvirostridae – sabljarke (10 vrst)
  - Družina Ibidorhynchidae –
  - Družina Haematopodidae – školjkarice (12 vrst)
- Podred Scolopaci
  - Družina Rostratulidae – slokarji (3 vrste)
  - Družina Jacanidae – listne putke (8 vrst)
  - Družina Pedionomidae –
  - Družina Thinocoridae – planinski tekalci (4 vrste)
  - Družina Scolopacidae – kljunači (98 vrst)
- Podred Lari
  - Družina Turnicidae – tekačice (18 vrst)
  - Družina Dromadidae – čapljarji
  - Družina Glareolidae – tekalci (17 vrst)
  - Družina Laridae – galebi, čigre, škarjekljuni (103 vrst)
  - Družina Stercorariidae – govnačke (7 vrst)
  - Družina Alcidae – njorke (25 vrst)